# Brahim Díaz
Brahim Abdelkader Díaz (arabul: إبراهيم عبد القادر دياز, magyarosítva: Ibráhím Abd el-Káder Díáz, Málaga, 1999. augusztus 3. –) spanyol születésű marokkói válogatott labdarúgó, a Real Madrid csatára.

## Pályafutása

### Klubcsapatokban
Díaz pályafutását szülővárosa klubjában, a Málagában kezdte, mielőtt 16 évesen, 2015-ben a Manchester City 200 ezer fontot fizetett érte. 2016. szeptember 21-én mutatkozott be az első csapatban: a Swansea elleni Ligakupa-meccs 80. percében állt be Kelechi Iheanacho helyére. Öt napra rá aláírta első, három évre szóló profi szerződését. 2017. július 27-én csereként lépett pályára a Real Madrid elleni International Champions Cup-találkozón, ő szerezte a 4–1-es győzelem utolsó gólját. 2017. november 21-én a Feyenoord ellen a Bajnokok Ligájában is bemutatkozott, a ráadásban állt be Raheem Sterling helyére.
2017. december 19-én először lépett pályára kezdőként, 88 percig volt pályán a Leicester City elleni Ligakupa-nyolcaddöntőn. A bajnokságban 2018. január 20-án a Newcastle ellen 3–1-re megnyert találkozón mutatkozott be: a 88. percben lépett pályára Leroy Sané helyett.
2019. január 6-án 15 millió euróért cserébe a Real Madrid CF csapatához szerződött.
2019. március 31-én első La Liga mérkőzésén kezdőként a Bernabeuban játszott SD Huesca elleni találkozón gólpasszt adott Iscónak a 25. percben.
2020. szeptember 4-én hivatalosá vált, hogy  az AC Milan Klubcsapatával megegyezett a Real Madrid Brahim kölcsön szerződéséről. A 2020-21-es szezonban kölcsönbe fog szerepelni a Milánói klubban és a 21-es mezszámot fogja viselni.
2023. június 10-én a Real Madrid CF bejelentette visszatérését.

### A válogatottban
Édesapja marokkói, édesanyja spanyol, utóbbi ország utánpótlás-válogatottjaiban szerepel. 16 évesen részt vett a 2016-os U17-es labdarúgó-Európa-bajnokságon, ahol ezüstérmet szereztek.

## Statisztika

### Klubcsapatban
2023. június 10-én lett frissítve
| Klub               | Szezon         | Bajnokság      | Bajnokság | Bajnokság | Kupa | Kupa  | Ligakupa | Ligakupa | Európa | Európa | Egyéb | Egyéb | Összesen | Összesen |
| Klub               | Szezon         | Osztály        | P.        | Gólok     | P.   | Gólok | P.       | Gólok    | P.     | Gólok  | P.    | Gólok | P.       | Gólok    |
| ------------------ | -------------- | -------------- | --------- | --------- | ---- | ----- | -------- | -------- | ------ | ------ | ----- | ----- | -------- | -------- |
| Manchester City    | 2016–2017      | Premier League | 0         | 0         | 0    | 0     | 1        | 0        | 0      | 0      | —     | —     | 1        | 0        |
| Manchester City    | 2017–2018      | Premier League | 5         | 0         | 1    | 0     | 1        | 0        | 3      | 0      | —     | —     | 10       | 0        |
| Manchester City    | 2018–2019      | Premier League | 0         | 0         | 0    | 0     | 3        | 2        | 0      | 0      | 1     | 0     | 4        | 2        |
| Manchester City    | Összesen       | Összesen       | 5         | 0         | 1    | 0     | 5        | 2        | 3      | 0      | 1     | 0     | 15       | 2        |
| Real Madrid        | 2018–2019      | La Liga        | 9         | 1         | 2    | 0     | —        | —        | 0      | 0      | —     | —     | 11       | 1        |
| Real Madrid        | 2019–2020      | La Liga        | 6         | 0         | 3    | 1     | —        | —        | 1      | 0      | 0     | 0     | 10       | 1        |
| Real Madrid        | Összesen       | Összesen       | 15        | 1         | 5    | 1     | —        | —        | 1      | 0      | —     | —     | 21       | 2        |
| Milan (kölcsönben) | 2020–2021      | Serie A        | 27        | 4         | 2    | 0     | —        | —        | 10     | 3      | —     | —     | 39       | 7        |
| Milan (kölcsönben) | 2021–2022      | Serie A        | 31        | 3         | 4    | 0     | —        | —        | 5      | 1      | —     | —     | 40       | 4        |
| Milan (kölcsönben) | 2022–2023      | Serie A        | 33        | 6         | 1    | 0     | —        | —        | 10     | 1      | 1     | 0     | 45       | 7        |
| Milan (kölcsönben) | Összesen       | Összesen       | 91        | 12        | 7    | 0     | —        | —        | 25     | 5      | 1     | 0     | 124      | 18       |
| Teljes karrier     | Teljes karrier | Teljes karrier | 111       | 14        | 13   | 1     | 5        | 2        | 29     | 5      | 2     | 0     | 160      | 22       |

1. ↑  Magában foglalja a pályára lépéseit az FA-kupában és a Spanyol kupában
2. ↑  Magában foglalja a pályára lépéseit az Angol labdarúgó-ligakupa
3. ↑  Pályára lépések az Bajnokok Ligájában
4. ↑  Pályára lépés az Angol  szuperkupában

## Sikerei, díjai

### Klub
- Manchester City
  - Angol bajnok: 2017–18
  - Angol ligakupa: 2018, 2019
  - Angol szuperkupa: 2018

- Real Madrid
  - Spanyol bajnok: 2019–20, 2023–24
  - Spanyol szuperkupa: 2019–20, 2023–24

- AC Milan
  - Olasz bajnok: 2021–22

### Válogatott
- Spanyolország U17
  - U17-es Európa-bajnokság ezüstérmes: 2016

### Egyéni
- A hónap gólja a Serie A-ban: 2022 október

## Fordítás
Ez a szócikk részben vagy egészben  a   Brahim Díaz című angol Wikipédia-szócikk ezen változatának fordításán alapul.  Az eredeti cikk szerkesztőit annak laptörténete sorolja fel. Ez a jelzés csupán a megfogalmazás eredetét és a szerzői jogokat jelzi, nem szolgál a cikkben szereplő információk forrásmegjelöléseként.